# Gaudlitz (Adelsgeschlecht)

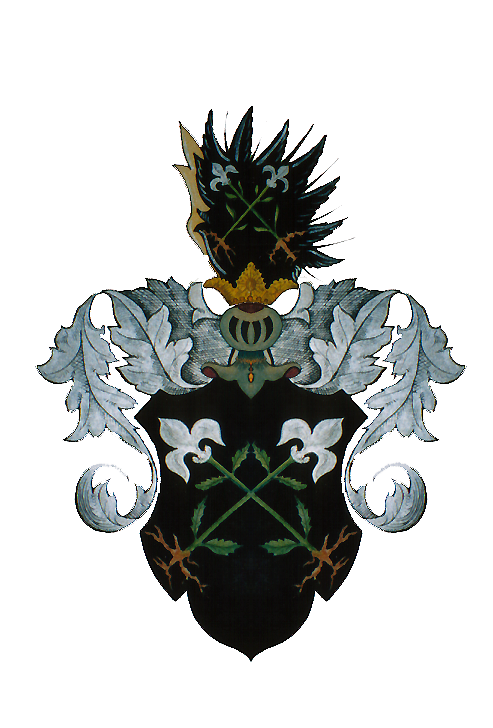
Wappen derer von Gaudelitz (1615)

Die von Gaudelitz, dann von Gaudlitz, waren seit dem 14. Jahrhundert ein in der Mark Meißen ansässiges sächsisches Adelsgeschlecht, nach 1756 preußischer Adel in der Provinz Sachsen.
Das letzte bisher bekannte männliche adlige Familienmitglied Georg Eberhard von Gaudlitz lebte um 1750. Ende des 18. Jahrhunderts ist das Geschlecht im Mannesstamm wohl ausgestorben.

## Geschichte

### Herkunft
Die Herkunft des Geschlechts ist bisher nicht eindeutig geklärt.
Nach Erwähnungen in alten Urkunden existierten im 14. Jahrhundert bereits mehrere unabhängig voneinander agierende adlige Gaudlitz-Familien:
- Henricus und Conradus von Gudelitz, urk. 1310, Brüder im Zusammenhang mit der Errichtung eines Herrensitzes als „Oberhof“ aufgeführt
- Reynher de Gudelitz, urk. 1327 bis 1361 wahrscheinlicher Stammsitz Gaudlitz, beim Burggrafen von Leisnig in Diensten, eng mit dem Kloster Sornzig verbunden
- Hans Gudelcz, urk. 1378, Erbarmann der Wettiner Fürsten in Saalhausen/Oschatz, der 1380 mit Bischof Caspar wegen Obergerichten einen Streit hat, Rittmeister des sächsischen Herzogs Wilhelm
- Adam de Gudelicz, urk. 1351
- Friedrich von Gudelicz, urk. 1400/01, zu Grobe gesessen, verkauft Zinsen in Lichtenberg, Zeuge des Burggrafen von Leisnig

### Name
Der Name stammt von der gleichnamigen altsorbischen Siedlung, einem Rundweiler mit drei bis fünf Vierseitenhöfen und einem abgelegenen Oberhof, die auf das 8. bis 10. Jahrhundert zurückgeht. 1243 erfolgte die erste urkundliche Erwähnung als Ortsname der Siedlung Gudelicz als Übergabe an das Kloster Sornzig, 1250 Gudeliz. In einer Urkunde von 1310 werden mit den Brüdern Henricus et Conradus de Gudelitz erstmals die Personennamen benannt, 1327 Reynher de Gudelicz, 1352 Gudelicz, 1378 Gudelicz verwaltm. Castrum Meißen, Supanie Schlagwitz, Guedenicz, 1450 Gaudlicz, 1466 Gudelicz, 1496 Gawdelitz, 1543/7 Gaudalitz, 1551/2 Gaudelitz, 1558 Gaudelitz, 1791 Gaudlitz.
Nach Auffassung der heutigen Forschung ist der Name gebildet aus altsorbisch gud – musizieren, wie:
- gudlica – Ort wo musiziert wird / Ort wo Musik gemacht wird
- gudlici – Leute die Musik machen
- nach dem tschechischen Ort Hudlice – Ort wo Lärm ist (ein Ort wo Holzfäller wohnen)
- gudlici – Leute eines Mannes Namens Gudl

1910 deutete Ernst Mucke den Namen vom altsorbischen Chudolici oder Chudolazi – die armen Schlucker, elenden Leute, Armenhäusler: von asorb., nds. chudy (asl. Chudǔ, osl. khudy) – arm, elend; chudola und chudolaz (nds. Chudlaz) – der arme Schlucker.
Ende des 16. Jahrhunderts erfolgte im adeligen Familienstamm, wie auch beim Ortsnamen und im bürgerlichen Familienstamm, der Wegfall des „e“ im Familiennamen, und der Name Gaudlitz setzte sich bis Mitte des 18. Jahrhunderts einheitlich durch.

## Wappen
Die älteste Darstellung des Wappensymbols des Adelsgeschlechts Gaud(e)litz – gekreuzte Lilienpflanzen –
erfolgte 1458, als ein JOH(ann)IS GUDELICZHE mit Stammsitz Gaudlitz, ½ M. ssw Mügeln, sein Siegel registrieren ließ.
Siebmacher beschreibt das Wappen:
„In schwarzem Schild zwei gekreuzte grüne, mit Wurzeln ausgerissene Lilienstäbe mit silbernen Blüten. Auf dem gekrönten Helm ein geschlossener Adlerflug, wie der Schild tingiert. Helmdecken: schwarzsilber.“

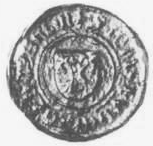
1
2
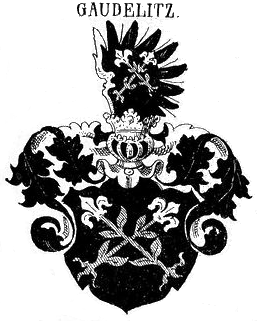
3
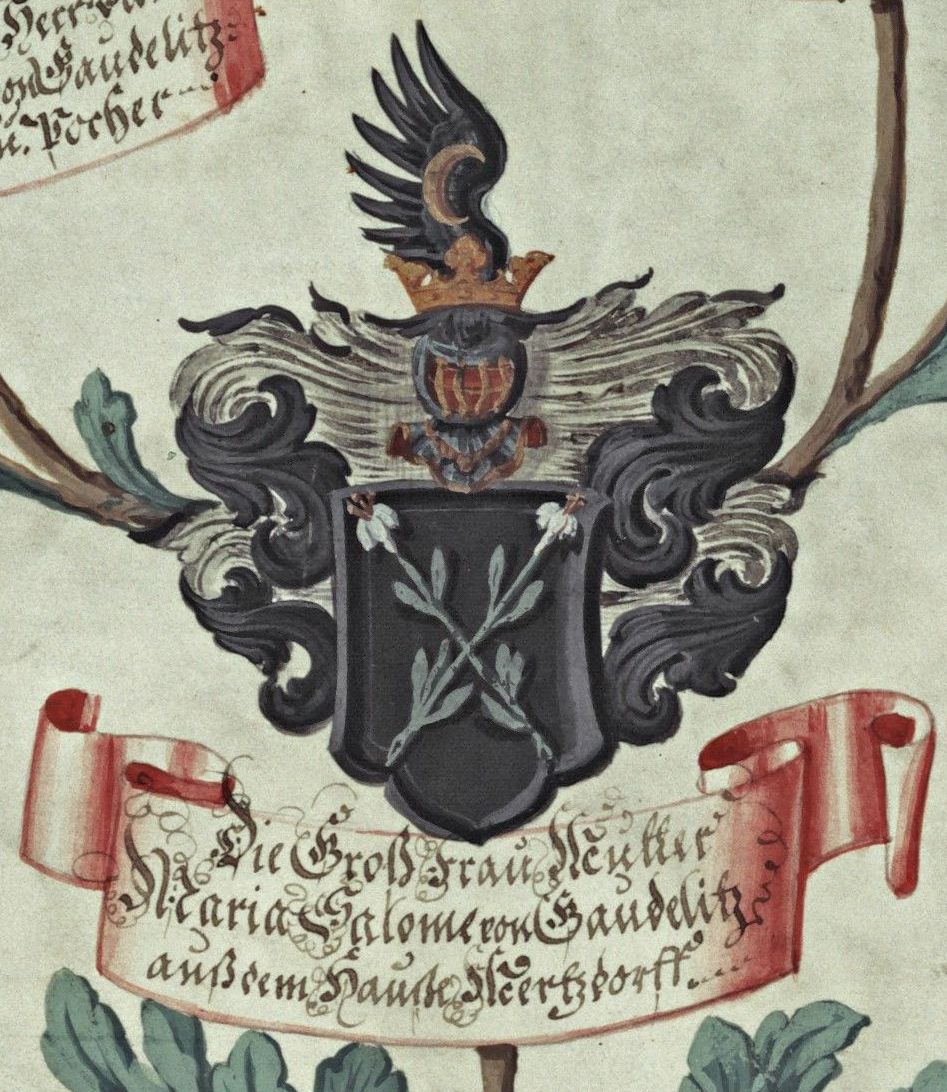
4
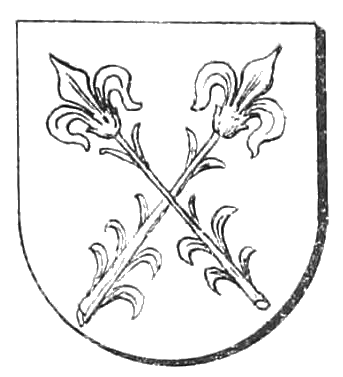
5

1. Wappen des Johannes Gaudlitz auf einem Siegel von 1458[3]
2. Wappen derer von Gaudelitz in Siebmachers Wappenbuch Band 6 Abt. 12, Tafel 43, Wappen des abgestorbenen Adels der sächsischen Herzogthümer
3. Wappen derer von Gaudelitz in Siebmachers Wappenbuch Band 6 Abt. 6, Wappen des abgestorbenen Adels der Provinz Sachsen
4. Sächsisches Hauptstaatsarchiv in Dresden, in einer Ahnentafel für den Obristen der sächs. Garde Gottlob von Köckeritz auf Linde aus dem Jahr 1710 ist in 3 Generationen für die Zeit von 1480 bis 1610 dieses Gaudlitz Wappen enthalten
5. Zum Vergleich: Wappen Meinwartsburg in Siebmachers Wappenbuch Band 6 Abt. 6, Tafel 69, Wappen des abgestorbenen Adels der Provinz Sachsen

Schriftstücke der Familie von 1619–1705, die sich im Staatsarchiv Dresden befinden, tragen individuelle Siegel, die alle gekreuzte Lilien beinhalten, jedoch in Details, wie Namenszug oder Helm, voneinander abweichen.

### Grabtafeln und Abbildungen

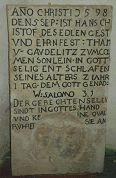
1
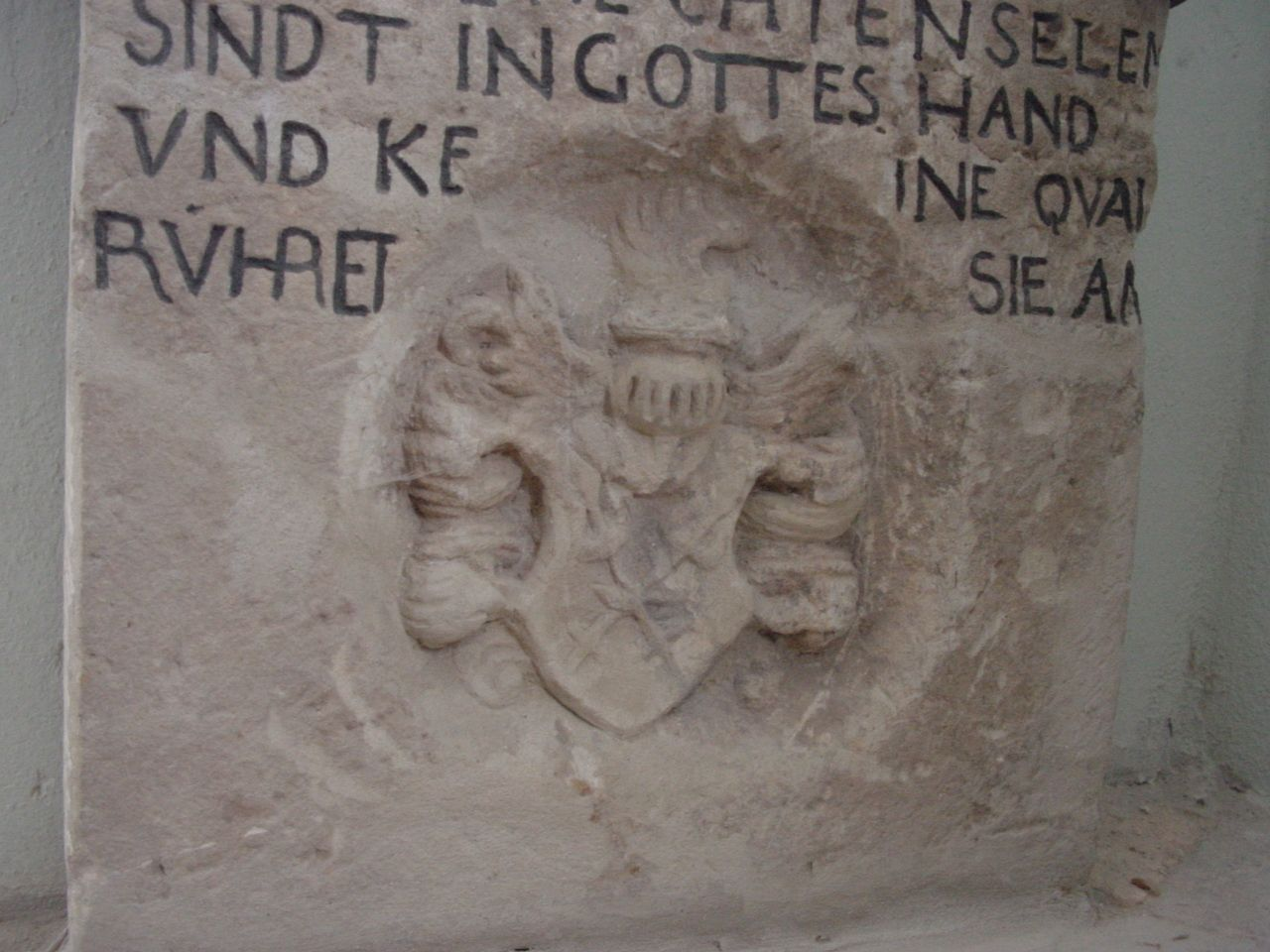
2
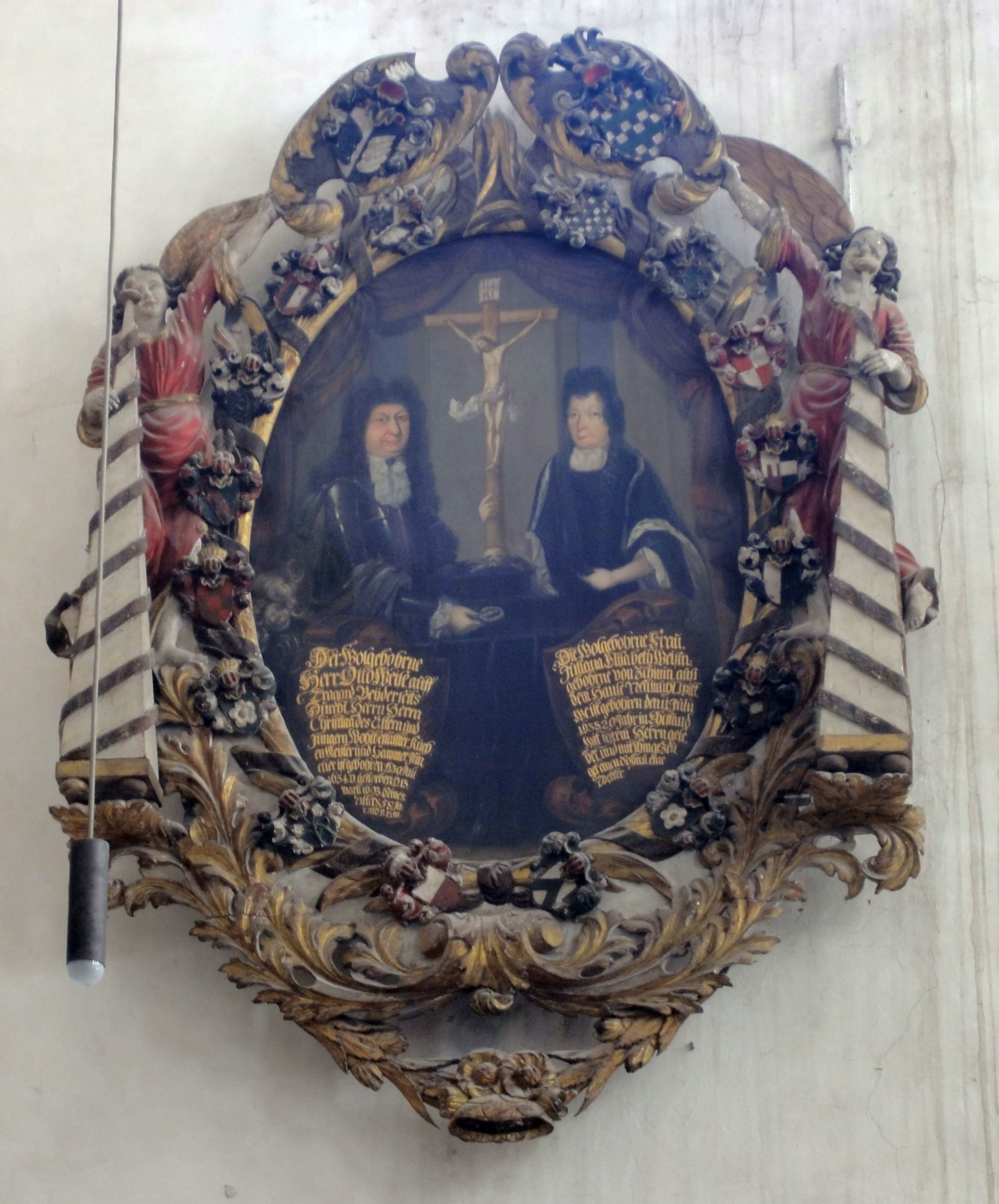
3

1. Grabstein für Hans Christof von Gaudelitz († 1598) in der Kirche Collm
2. Wappen als Detail des Grabsteins
3. Epitaph von Otto von Weise (1634–1693) und seiner Frau in der Vorhalle des Doms zu Merseburg. Im mit Ahnenwappen geschmückten Arkanthusrahmen befindet sich auf der männlichen (linken) Seite zweimal das Wappen der Familie von Gaudelitz. Seine Großmutter war Sabina, um 1564 geb. v. Gaudelitz auf Nischwitz.

## Ehemalige Besitzungen
Die erste Besitzung war wohl in dem den Familiennamen gebenden sächsischen Ort Gaudlitz, südsüdwestlich von Mügeln, der noch 1458 als Stammsitz bezeichnet wird.
Zu Stammsitzen entwickelten sich Collm und Nischwitz.
Darüber hinaus besaßen sie zeitweise vollständig oder Güter in den Orten: Altoschatz, Axin, Bannewitz, Bönitz, Calbitz, Crotenlaide, Eulenfeld bei Eilenburg, Grobe/Gröba, Lobitz, Lönnewitz, Merzdorf/Matzdorf, Oelzschau(Torgau), Schmorkau, Schweinitz, Tautendorf, Thiemitz, Zschepen(Delitsch), bis auf Crotenlaide (heute Ortsteil von Meerane) alle in der sächsischen Mark Meißen gelegen. Baulichkeiten aus der Zeit der Gaudlitz Besitzungen sind meist nur noch rudimentär erhalten.

## Heutige Orte mit Hinweisen zu den Gaudlitz
Die heute vorhandenen Schlösser bzw. Herrenhäuser stehen wohl an den Plätzen, evtl. auch auf den Fundamenten von Gebäuden und im Umfeld, die ehemals von der Gaudlitz Adelsfamilie genutzt wurden. Neben zwei Grabsteinen in der Kirche in Collm hat die Adelsfamilie noch heute folgende Spuren hinterlassen:

### Gaudlitz-Amt
Das Gaudlitz-Amt ist eine über 200 Jahre existierende Sondergemeinde vor Wurzen. 1598 baut Heinrich von Gaudlitz auf dem Gebiet seines Gutes auf dem Crostigal (Vorstadt) 11 Wohn-Häuser, diese verschmelzen mit dem Gutsgelände zur von Wurzen unabhängigen Sondergemeinde – die Gaudlitz, die mit der Gemeinde Crostigall unter Amtshoheit verbunden bleibt. Die jetzigen Häuser der Postgasse sind 1733 und später erbaut, 1839/43 erfolgt die Vereinigung der beiden Amtsgemeinden Crostigall und Gaudlitz mit der Stadtgemeinde Wurzen.

### Gaudlitz-Berg
Der Gaudlitz-Berg bei Röcknitz gehörte seit 1400, damals als „Starkaberg“ bezeichnet, als „Beystück“ bis ca. 1635 zum Nischwitzer Lehen der Familie von Gaudlitz. Er diente wohl vorrangig der Holznutzung und der Jagd. Über einen Steinbruch aus dieser Zeit ist bisher nichts bekannt. Der Berg ist 225 m hoch. Er gehört zu den Hohburger Bergen, auch Hohburger Schweiz genannt, einem kleinen vulkanischen Massengebirges (Teil des sächsischen Vulkanitbeckens). Der Quarzporphyr dieses Gebietes ist relativ fest und wenig verwittert. Kirchen und feste Gebäude im weiten Umfeld wurden seit alters her aus diesem Material erbaut, später für Eisenbahn- und Straßenbau. Am Osthang wächst noch heute ein herrlicher Buchenwald. Die Aussicht reicht bis zu den Ausläufern des Erzgebirges.
1878 kaufte der Thammenhainer Rittergutsbesitzer, Kammerherr Adolf Freiherr von Schönberg, den Gaudlitzberg und legte 1892 am Südrand des Löbenberges in Hohburg einen Steinbruch an. Ein Jahr darauf eröffnete er einen weiteren Steinbruch am Gaudlitzberg. Heute umfasst der Berg einen tiefen Porphyrsteinbruch, der 1981 stillgelegt wurde. Seine steilen Hänge nutzen seit 1997 Bergsteiger zu ausschließlich schweren Klettereien in den Schwierigkeiten V bis VIIIb. Er ist seit 2012 Veranstaltungsort des Freiluft-Bergfilm-Festivals (Gaudlitz Filmtrophäe) des Deutschen Alpenvereins.

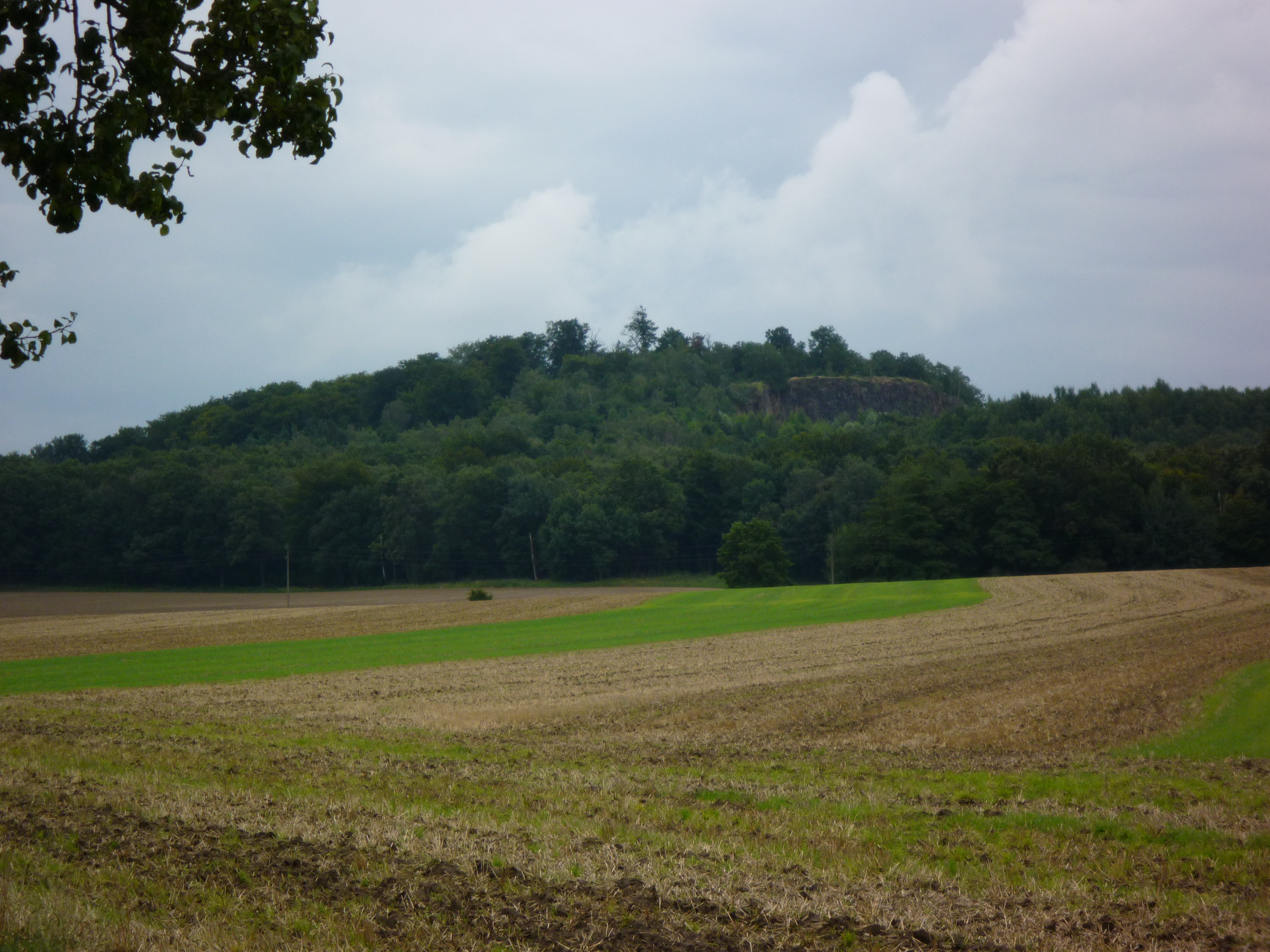
Gaudlitzberg
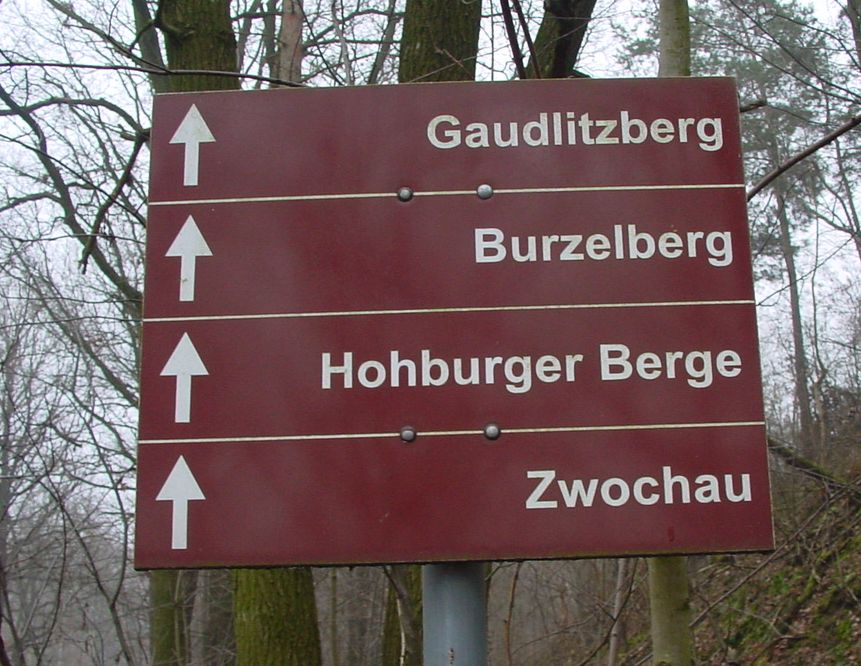
Wegweiser
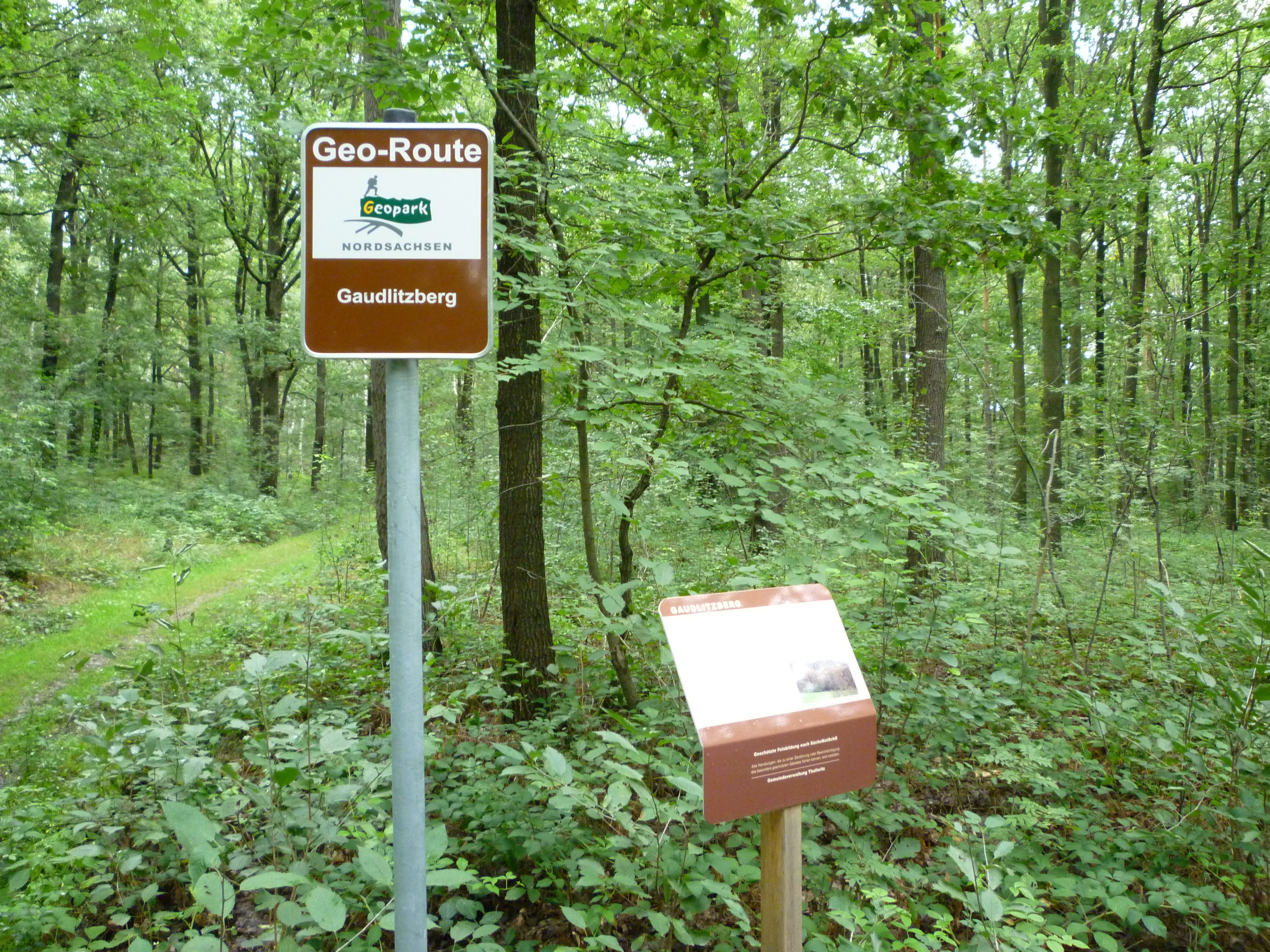
Georoute
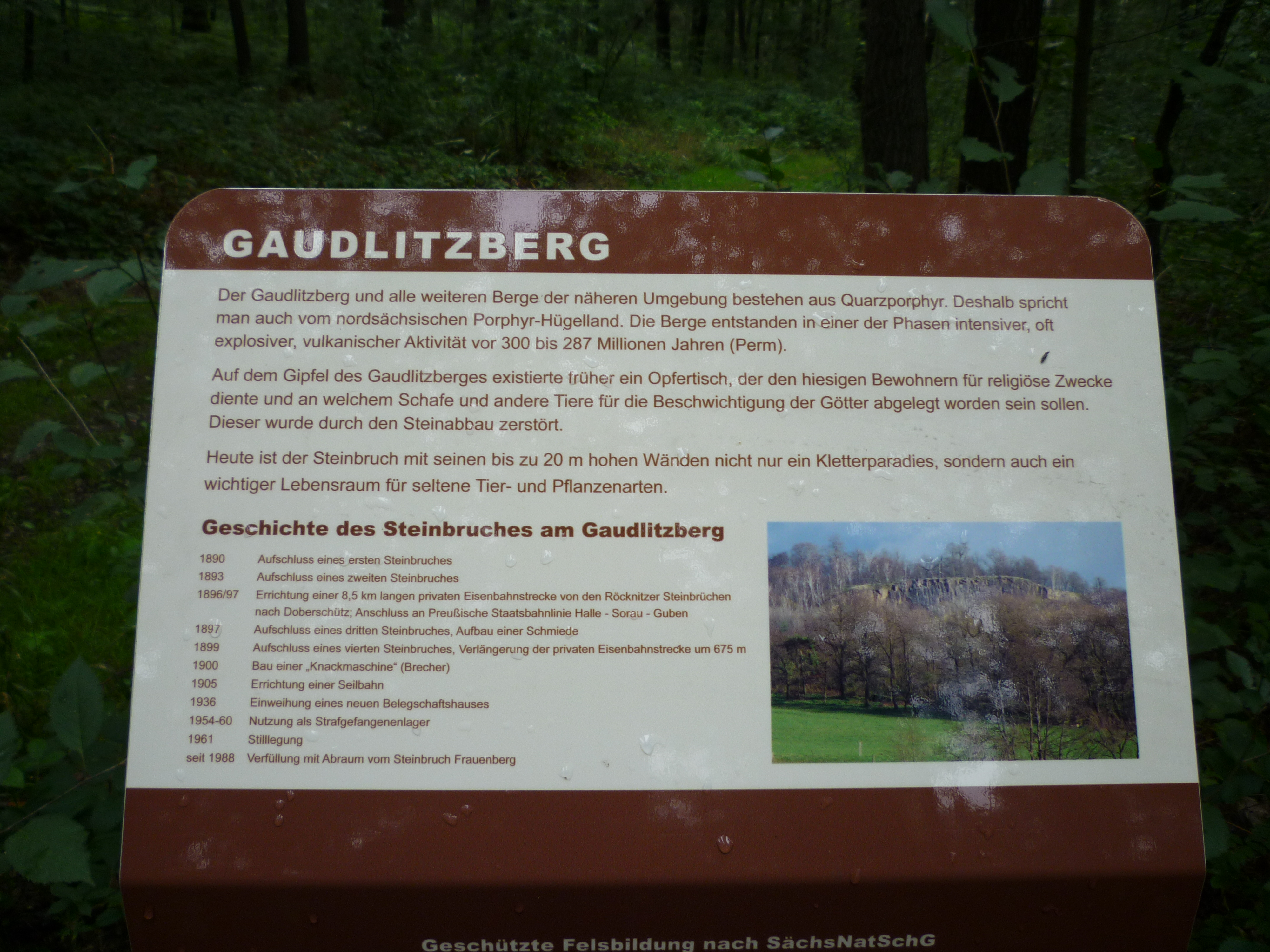
Infotafel
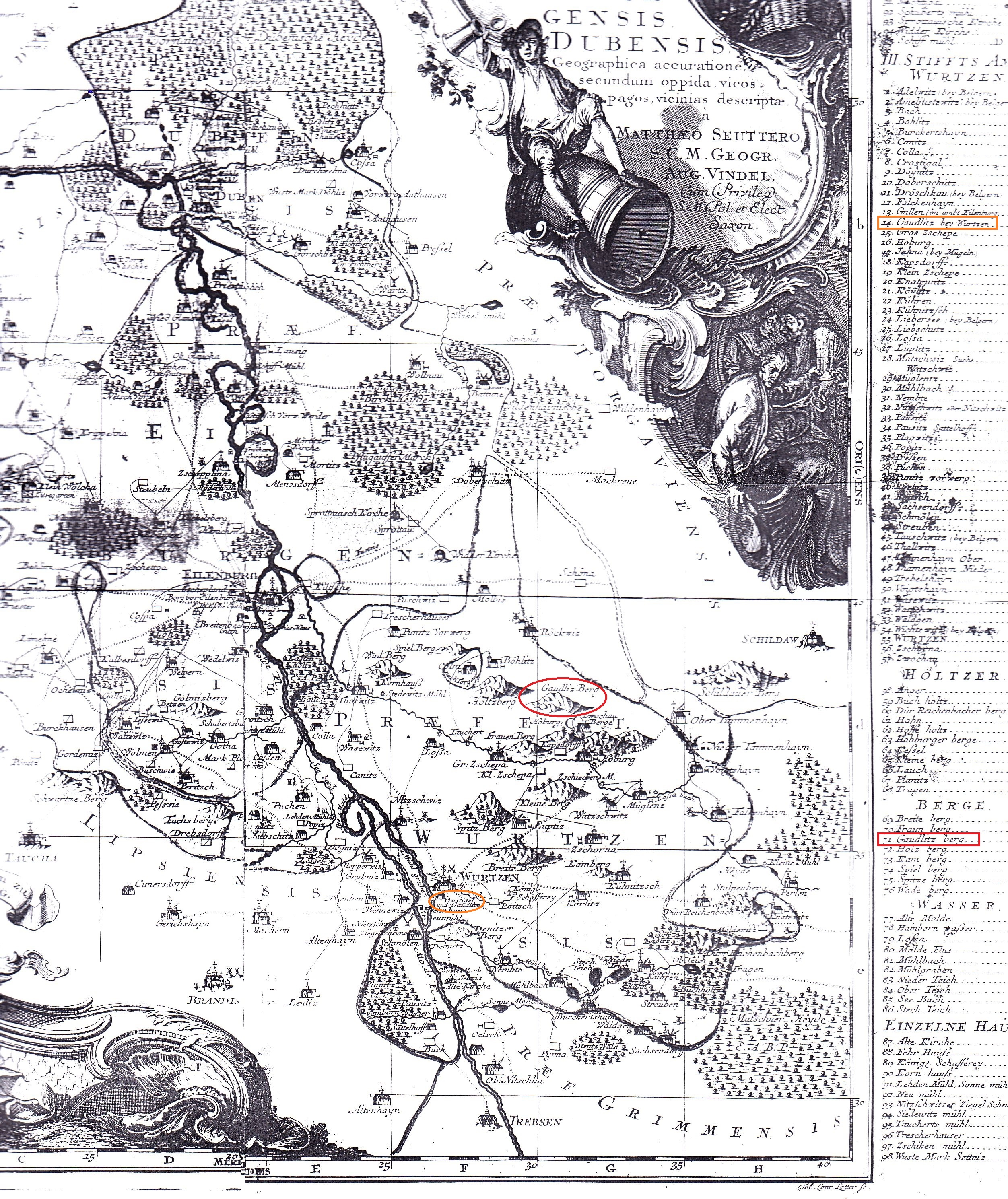
Karte

### Gaudlitz-Gut bei Wurzen
Ein zwischen 1490 und 1655 im Besitz der Familien von Gaudlitz und Nischwitz befindliches Gut. Um seinen Bischofssitz 1489 von Meißen nach Wurzen zu verlegen, legte der Bischof zur Gewinnung harter Quader von beiden Seiten des Crostigall einen Steinbruch an. Dadurch entstand gleichzeitig eine Auffahrt von der Muldenfurt zur Hochfläche, an der sich ehemals (1579) behäbige Gasthöfe und 5 Freigüter, u. a. das weiträumige Freigut Gaudlitz, befanden. Zum Gut gehörte im angrenzenden früher sumpfigen Rosental (trennt Crostigall von Domberg mit deutlichen Hängen, gebildet durch die Rietzschke – rechter Zufluss zur Mulde, seit Mitte des 19. Jahrhunderts im Stadtgebiet verrohrt) der bis 1870 existierende Postteich (danach verfüllt). Die Häuser standen am Teichdamm. Zwei Steinbrüche lassen sich noch heute auf dem Crostigall nachweisen, der sogenannte Hohlweg und das Pandurenloch. Das Gut wurde wahrscheinlich am 7. April 1637 morgens im Verlauf einer Brandstiftung an der Stadt vernichtet, urkundlich 1652 als „wüst liegendes Gut Gaudlitz“ auf dem Crostigall bezeichnet.
Vom 16. bis zum 18. Jahrhundert war Wurzen die letzte Übernachtungsstation im Postverkehr zwischen Dresden und Leipzig (1. Meißen, 2. Oschatz). 1625 wurde die erste regelmäßige Postverbindung eingerichtet – zweimal wöchentlich als Fußbotenpost. 1652 erfolgte die Umwandlung in Reitpost, 1681 zweimal pro Woche Postkalesche. Bis 1696 befand sich die Post im Steinhof am Crostigall. Danach wurde im ehemaligen Gaudlitzschen Freigut auf dem Crostigall eine „kursächsische Posthalterei“ unter Kurfürst August dem Starken eingerichtet. Diese bestand bis 1808. Aus dieser Zeit existieren noch heute das Herrenhaus, Gesindehaus, Pferdeställe (1997/98 abgerissen), Remisen und ein barockes Posttor von 1734.

### Gaudlitz-Häuser in Wurzen
1598 baut Heinrich von Gaudlitz auf dessen Gelände, dem Steinberg, auf der Mitternachtsseite der Gaudlitzgasse, auf dem Crostigal (Vorstadt) in der heutigen Postgasse 11 Wohnhäuser, wahrscheinlich für auf seinem Hof beschäftigte Familien. Diese waren nachweislich seit 1612 bewohnt und da er sie ohne Wissen des Amtes errichtete wurde jedes Haus mit 1 Gulden Schutz-Geld jährlich durch das Amt belegt. 1714 waren es 13 Stellen. Diese verschmelzen mit dem Gutsgelände zum von Wurzen bis 1839 unabhängigen Amt Gaudlitz. 1728 schenkt der Bischof die Gaudlitz-Häuser der Fleischerinnung. 1806 brennen in der Post- und Färbergasse 62 Häuser ab. Die jetzigen Häuser sind 1733 und später erbaut.

### Gaudlitz-Gasse in Wurzen
Eine in Bezug auf die 1598 errichteten Gaudlitzhäuser benannte Straße, die nach Einrichtung der sächsischen Poststation 1696 im Gaudlitzschen Hof durch Kurfürst August den Starken und Bau des heutigen wappengeschmückten Posttores 1734 in die heutige Postgasse umbenannt wurde. Den Namen trug die Gasse wahrscheinlich über 100 Jahre.

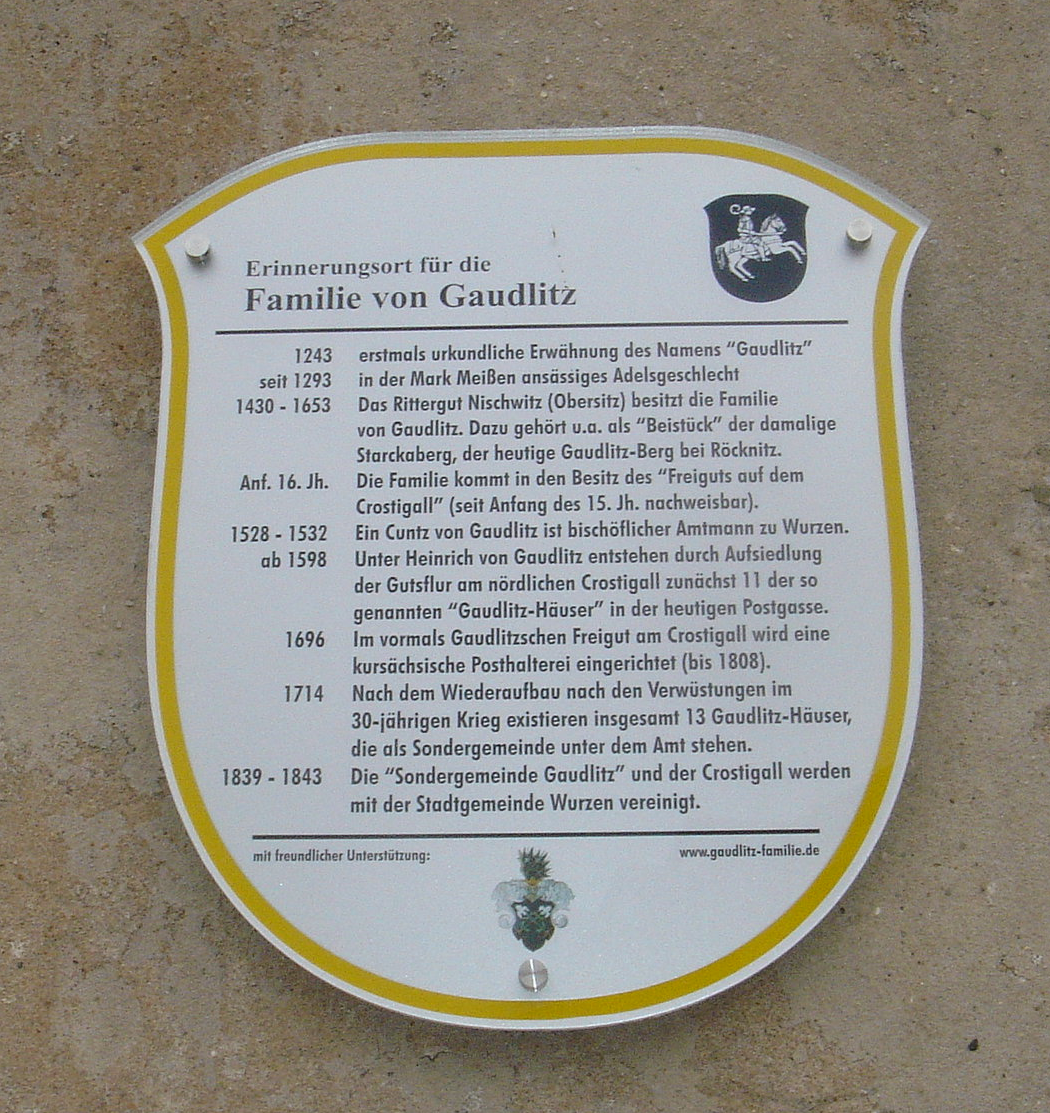
Erinnerungstafel in der Postgasse in Wurzen
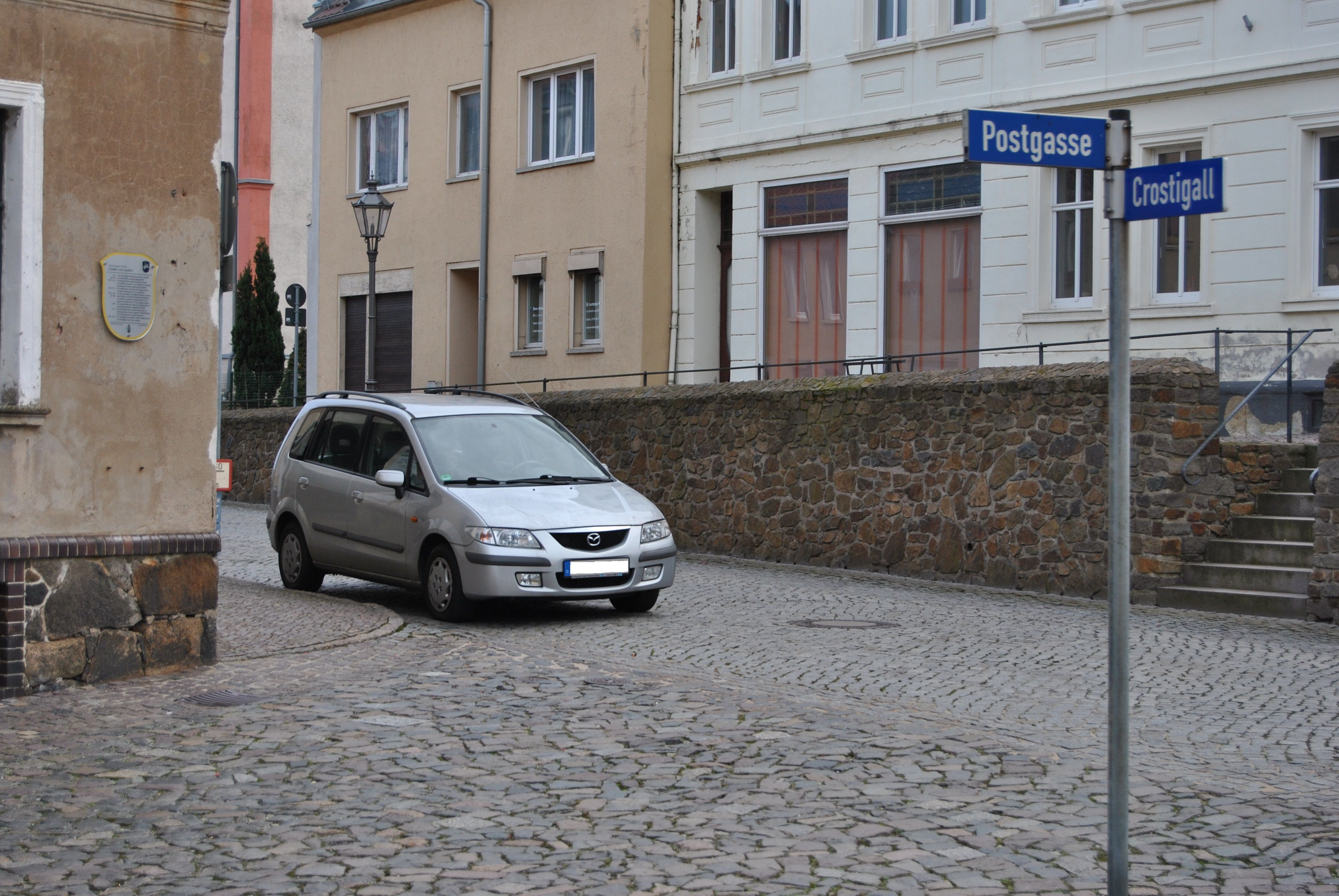
Straßenkreuzung mit der Erinnerungstafel in Wurzen

## Namensträger
- Dorothee von Gudeliz, nach 1381/vor 1399 Priorin im Kloster Sornzig
- Ernst von Gaudelitz (ca. 1450 – ca. 1527) am Hofe des Sächsischen Kurfürsten erzogen, Kammerjunker, Hoftruchseß und Hofrat des ernestinischen sächsischen Kurfürsten Friedrich II. dem Weisen, mit ihm 1493 auf Pilgerreise nach Palestina und auf fast allen Reichstagen, Mitglied der Deutschen Ordensritter, Diplomat an größeren Höfen in und außerhalb Deutschlands, Lutherisch, unterstützt Johann den Beständigen bei der Unterdrückung des Bauernaufstandes, begraben in Collm
- Cunz von Gaudelitz, ca. 1480 bis 1550 kursächsischer hochansehnlicher Hofrat und Stiftshauptmann zu Wurzen, 1528 bis 1532 bischöflicher Vogt und Amtmann zu Wurzen, Erbherr auf Collm, baut den Sattelhof Nischwitz zum Familienstammsitz aus
- Elisabeth von Gaudelitz (ca. 1487 – ca. 1530), eine der drei Nonnen, die 1523 mit Katharina von Bora aus dem Kloster Nimbschen fliehen, jedoch nicht mit nach Wittenberg gehen; auf Erbitten Luthers erhält sie zweifache Geldzuweisung vom Kurfürsten Johann dem Beständigen, heiratet den Grimmaer Bürger Gulmann
- Heinrich von Gaudelitz (nach 1575 – ca. 1654) auf Nischwitz, genannt der Nischwitzer, Besitzer des Gaudlitzberges bei Röcknitz, baut 1598 auf dem Freigut auf dem Crostigall vor den Toren Wurzens die Gaudlitzhäuser – spätere Gemeinde Gaudlitz, nach seiner Malerei und Siegel von 1615 wird das Familienwappen in Siebmachersches Wappenwerk aufgenommen
- Hans Heinrich von Gaudlitz (ca 1600–1621) auf Merzdorf
- Dam II. von Gaudelitz, 1593 bis 1632 erzbischöflicher Magdeburger Hauptmann zu Ziesar, Erbherr auf Collm, Nischwitz und Thiemitz, chursächsischer Capitän/Hauptmann im gräflichen Solmsschen Regiment vor Prag gestorben, nach über 200 Jahren letzter von Gaudlitz auf Familiensitz Collm
- Wolf George(en) von Gaudelitz, ca. 1627 bis 1651 Kammerpage bei Kurfürst Friedrich Wilhelm zu Brandenburg, in Paris in Ausübung seines Amtes verstorben, auf Hugenottenfriedhof in Paris begraben
- Georg Eberhard von Gaudlitz, um 1670 – ca. 1750 kursächsischer Major im Regiment von Bornstedt, später Oberst, Siebmacher schreibt ihm ein verändertes Familienwappen zu, letztes bisher bekanntes männliches Familienmitglied der von Gaudlitz

Das 1936 im Mannesstamm ausgestorbene Adelsgeschlecht von Mangoldt-Gaudlitz entstand aus einer 1867 eingegangenen ehelichen Verbindung des Hans George von Mangoldt (* 28. Oktober 1840 zu Zwickau) mit der bürgerlichen Louise Josephine Elisabeth Gaudlitz (* 11. Juli 1846 Leipzig, + 13. Dezember 1888 Dresden) und der 1888 genehmigten Namensvereinigung. Durch weibliche Nachfahren wird der Name weiter geführt.

## Aktuelle Forschungen
Seit 2000 erforscht der sich neu gebildete Familienverband Gaudlitz die Geschichte der adeligen und der bis heute bestehenden bürgerlichen Linie.
Im Ergebnis der langjährigen Forschungen konnte ein Stammbaum der adeligen Gaudlitz Familie erstellt werden, in dem über 100 namentlich bekannte Personen zeitlich, örtlich und in ihren verwandtschaftlichen Beziehungen zueinander aufgeführt sind.